# پری‌شاهرخ هیسپانیولا
پری‌شاهرخ هیسپانیولا (نام علمی: Icterus dominicensis) نام یک گونه از سرده پری‌شاهرخ بر جدید است.